# Čojluk
 Ovo je glavno značenje pojma Čojluk. Za bivše samostalno naselje pogledajte Čojluk (Jajce, BiH).
Čojluk je naselje u Republici Hrvatskoj, u sastavu Općine Udbina, Ličko-senjska županija. 

## Stanovništvo
Prema popisu stanovništva iz 2001. godine, naselje je imalo 15 stanovnika te 7 obiteljskih kućanstava.
| broj stanovnika | 188   | 201   | 178   | 200   | 234   | 211   | 171   | 176   | 112   | 117   | 110   | 78    | 53    | 40    | 15    | 11    | 3     |
|                 | 1857. | 1869. | 1880. | 1890. | 1900. | 1910. | 1921. | 1931. | 1948. | 1953. | 1961. | 1971. | 1981. | 1991. | 2001. | 2011. | 2021. |